# Nzaeli Kyomo
Nzaeli Kyomo (sinh ngày 2 tháng 6 năm 1957) là một cựu vận động viên chạy nước rút người Tanzania, từng thi đấu tại Thế vận hội Los Angeles 1980 và 1984 tại Los Angeles.  Bà là người sáng lập Kyomo.org cung cấp giáo dục cơ bản, quần áo và thực phẩm cho trẻ em Tanzania. Bà cũng là một vũ công và là thành viên Lưu trữ ngày 13 tháng 7 năm 2019 tại Wayback Machine của Art of the Olympians.